# VG
«Ве́рденс ганг» («Verdens Gang» или «VG») — норвежская ежедневная газета, таблоид.

## История
Газета была основана участниками норвежского движения сопротивления в 1945 году, вскоре после освобождения страны от немецкой оккупации. Первым главным редактором был Кристиан А. Р. Кристенсен, а первый номер вышел 23 июня 1945 года.

## Популярность и награды
Многие годы «VG» была самой массовой (с самым большим тиражом) газетой Норвегии, но начиная с 2010 года начала уступать «Aftenposten». Несмотря на снижающиеся тиражи, по состоянию на 2010 год «VG» остаётся самым цитируемым средством массовой информации страны, причём газета является самой цитируемой среди газет, а веб-сайт — с большим отрывом среди веб-сайтов.
«VG» (и её журналисты) является обладателем множества наград Фонда журналистских расследований («SKUP») Например, в 2010 году на призы фонда были номинированы 10 публикаций «VG», больше чем у какого-либо другого издания.

## Руководство
У «VG» и «Aftenposten» один и тот же владелец — медиахолдинг «Schibsted», которому также принадлежит ряд газет в Швеции и Норвегии.
Главный редактор «VG» — Торри Педерсен.

## В культуре
- В норвежском телесериале «Детектив Вистинг» дочь главного героя и журналистка Лина (актриса Теа Грин Лундберг) сотрудничает с «VG».